# Rosenbad (Weißenburg)

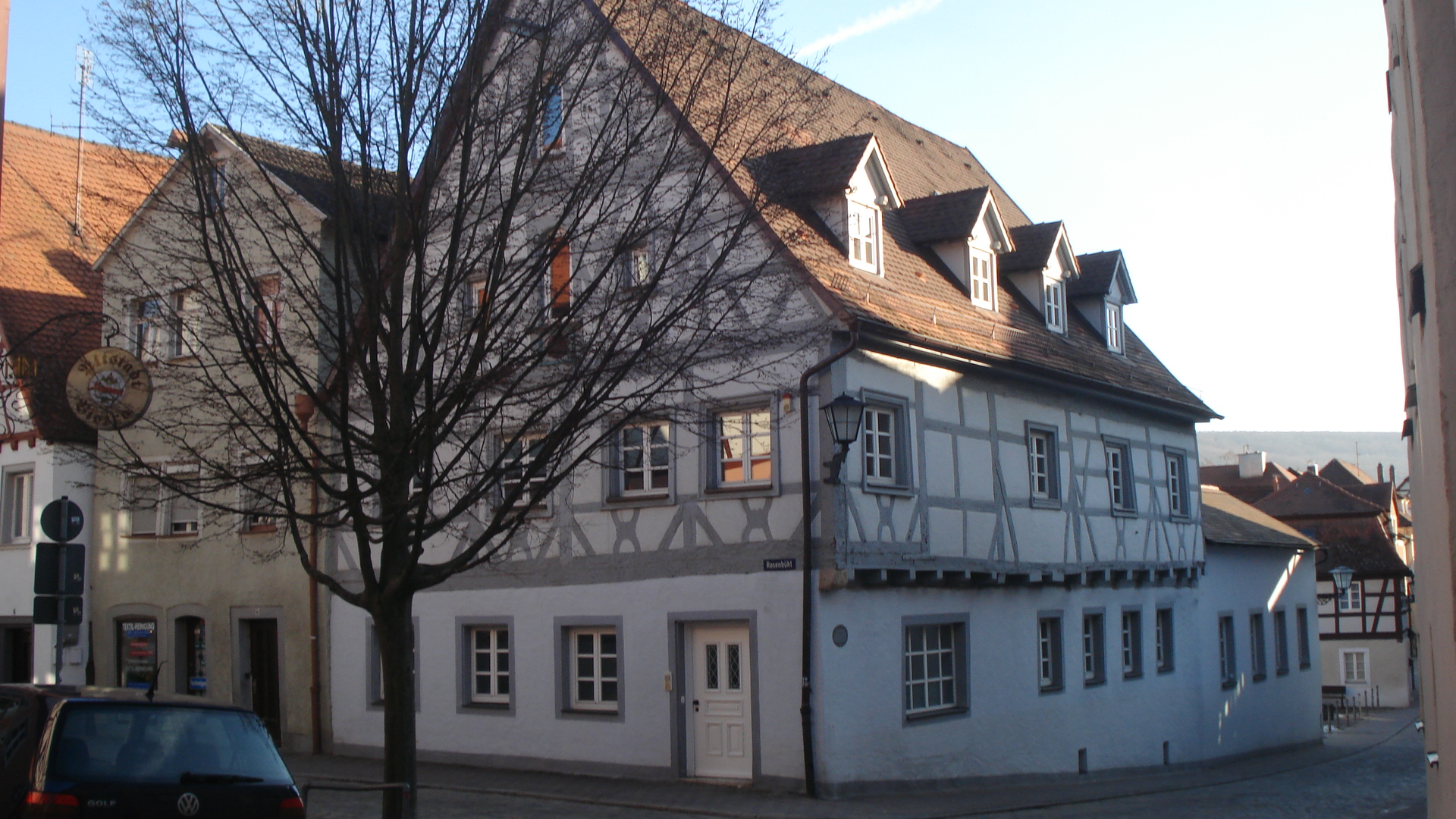
Das Rosenbad aufgenommen im März 2013

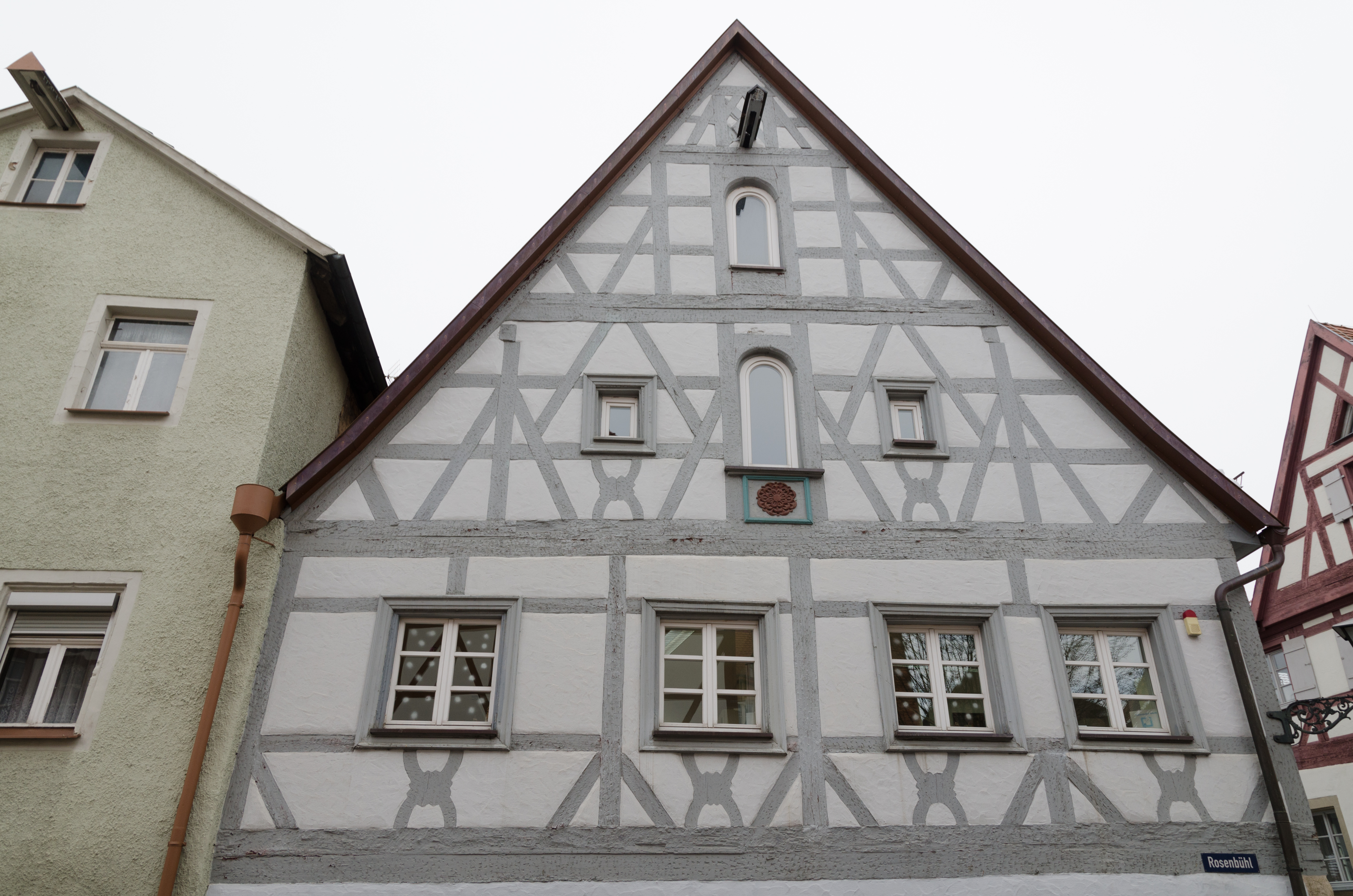
Fachwerkfassade

Das Rosenbad ist ein Bürgerhaus in der denkmalgeschützten Altstadt von Weißenburg in Bayern, einer Großen Kreisstadt im mittelfränkischen Landkreis Weißenburg-Gunzenhausen. Das Gebäude mit der postalischen Adresse Rosenbühl 2 ist unter der Denkmalnummer D-5-77-177-358 als Baudenkmal in die Bayerische Denkmalliste eingetragen.
Das Wohngebäude steht an der Ecke Rosenbühl/An der Wied gegenüber dem Rathaus und umgeben von weiteren denkmalgeschützten Gebäuden auf einer Höhe von 419 Metern über NHN.
Das Gebäude ist zweigeschossig und wurde um das Jahr 1700 neu errichtet, im Kern ist das Bauwerk jedoch aus dem 15. Jahrhundert. Das Fachwerkhaus hat Giebel und ein Satteldach. Das Haus hat farbig angelegte Fachwerkschnitzereien mit K-Streben und Andreaskreuz. 1990 wurde das Gebäude umgebaut.
Der Name geht auf ein 1480 erstmals erwähntes Badehaus zurück, das an dieser Stelle stand.